# Naim
naim — компактная программа для мгновенного обмена сообщениями, поддерживающая протоколы AIM, ICQ, IRC. В отличие от большинства подобных программ, она не графическая. Запускается из консоли и использует библиотеку ncurses. Свободное программное обеспечение, лицензируемое по GPL.
naim использует протокол TOC (для AIM) вместо OSCAR. Это означает что naim не имеет некоторых особенностей, присутствующих в других клиентах.